# Gare de Kesteren
Pour les articles homonymes, voir Kesteren (homonymie).
La gare de Kesteren (en néerlandais station Kesteren) est une gare néerlandaise située à Kesteren, dans la province de Gueldre.
La gare est située sur la ligne Merwede - Linge, dans les provinces de la Hollande-Méridionale et le Gueldre, sur le trajet reliant Dordrecht à Elst via Geldermalsen.
Les trains s'arrêtant à la gare de Kesteren font partie du service assuré par la compagnie Syntus reliant Tiel à Arnhem via Elst.

## Histoire

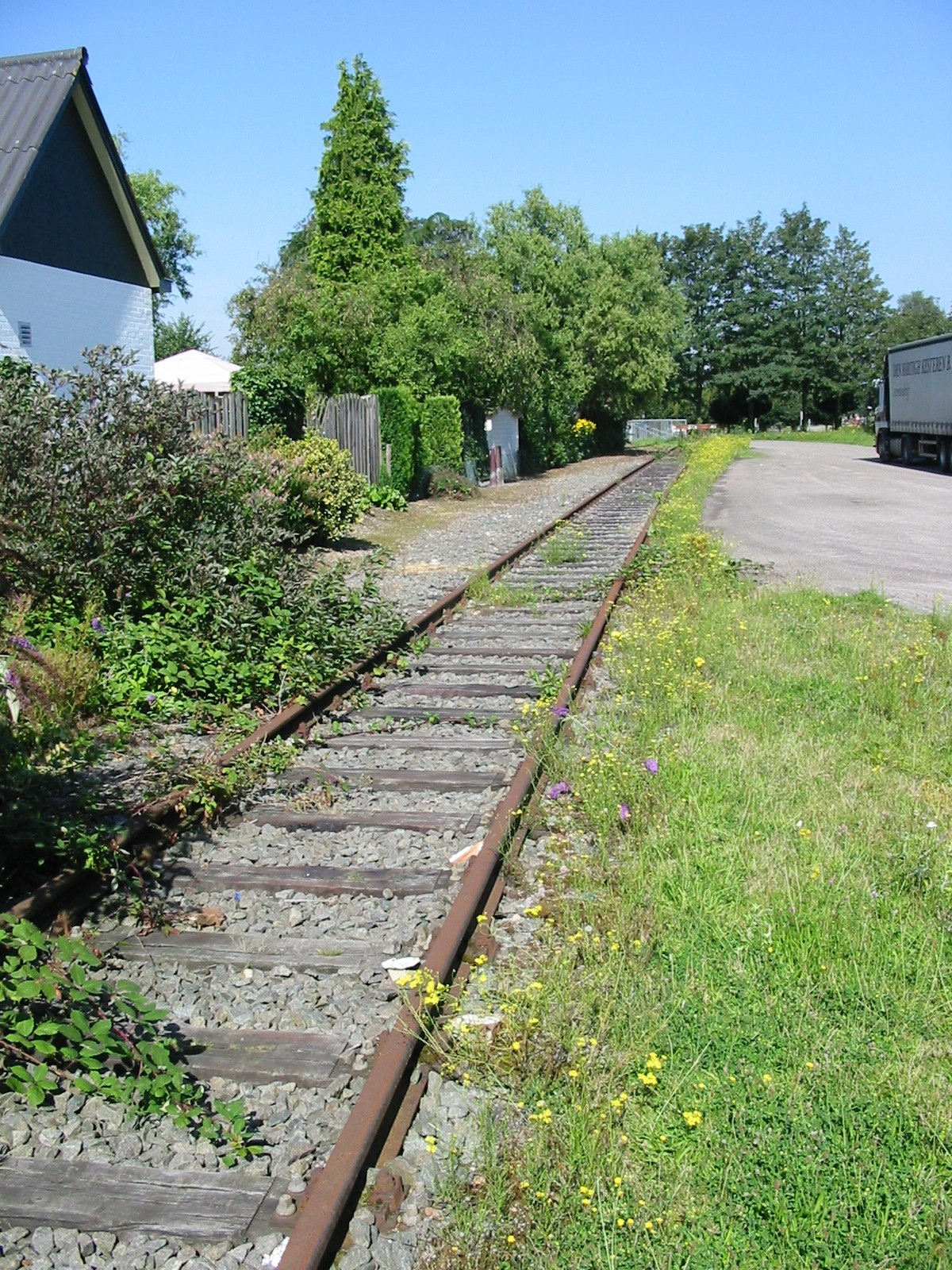
Seul morceau restant du tronçon vers Rhenen

Autrefois, une autre ligne de chemin de fer partait vers le nord, en direction de Rhenen et Amersfoort, mais le tronçon entre Kesteren et Rhenen a été désaffecté et démoli.